# Valentina Ardean-Elisei
Valentina Ardean-Elisei (født 5. juni 1982 i Focşani) er en kvindelig rumænsk håndboldspiller, som spiller venstre fløj for Gloria Bistrița og Rumæniens kvindehåndboldlandshold, indtil 2019 hvor hun stoppede.

## Internationale bedrifter
- EHF Champions League:
  - Finalist: 2010
  - Semifinalist: 2009, 2012,

- EHF Champions Trophy:
  - Vinder: 2007

- EHF Cup Winners' Cup:
  - Vinder: 2007

- EHF Cup:
  - Vinder: 2018

- EHF Challenge Cup:
  - Vinder: 2002

- VM i håndbold:
  - Bronze: 2015
  - Sølv: 2005

- EM i håndbold:
  - Bronze: 2010

## Individuelle udmærkelser
- All-star bedste venstre fløj ved VM i Håndbold 2015
- All-star bedste venstre fløj ved VM i Håndbold 2005
- All star bedste venstre fløj ved EM i Håndbold 2008